# Getsemanka
Getsemanka je přírodní rezervace vyhlášená roku 2013 namísto původních rezervací Getsemanka I. a II. Nachází se v katastrálních územích Hutě pod Třemšínem a Věšín. Důvodem ochrany jsou fragmenty přirozených porostů horských bučin, olšin a suťových lesů včetně reprezentativních druhů lišejníků, rostlin a živočichů.

## Popis oblasti
V lokalitě roste několik druhů lišejníků a kriticky ohrožená houba cecatka chřástnatá (Thelotrema lepadinum). Dále lze jmenovat dutohlávku horskou (Cladonia stellaris), která byla dosud nalezena v Čechách pouze na Šumavě a v Brdech.
Ze savců se v rezervaci běžně vyskytuje jelen evropský (Cervus elaphus), lokalita je součástí teritoria rysa ostrovida (Lynx lynx).